# Neal Colzie
(en) Statistiques sur pro-football-reference
Cornelius Connie Colzie dit Neal Colzie (né le 28 février 1953 à Fitzgerald et mort le 19 août 2001 à Miami) est un joueur américain de football américain.

## Enfance
Colzie est l'un des six enfants de Thelma et James Colzie Sr. Il étudie à la Coral Gables High School.

## Carrière

### Université
Il va ensuite à l'université d'État de l'Ohio où il se montre surtout au poste de punt returner, marquant deux touchdowns en retournant des dégagements. Il effectue quinze interceptions.

### Professionnel
Neal Colzie est sélectionné au premier tour de la draft 1975 de la NFL par les Raiders d'Oakland au vingt-quatrième choix. Dès sa première saison, Colzie impressionne en étant celui qui parcourt le plus de yards de la saison 1975 sur des punt return avec 655 yards, le meilleur score pour un rookie en NFL. Il excelle dans son poste de punt returner, occupant aussi celui de defensive back remplaçant. En 1978, il marque son premier touchdown en professionnel après avoir récupéré un fumble. Il remporte le Super Bowl XI avec les Raiders.
Après la saison 1978, les Raiders se séparent de Colzie qui signe avec les Dolphins de Miami qui le positionne safety titulaire, interceptant cinq passes en 1979. Néanmoins, Miami le libère après cette saison et il signe avec les Buccaneers de Tampa Bay en 1980, avec qui il fait une saison difficile, ne jouant pratiquement jamais. En 1981, il gagne une place de safety titulaire, faisant sa meilleure saison avec six interceptions pour 110 yards et un touchdown. En 1982, il joue neuf matchs comme titulaire avec les Buccs, effectuant deux sacks ainsi que trois interceptions. La saison 1983 le voit jouer rarement et est libéré peu après.
Deux ans plus tard, Colzie signe avec les Renegades d'Orlando, évoluant en United States Football League, en 1985, effectuant une saison avec cette équipe avant de prendre sa retraite.
Il décède le 19 août 2001 d'une attaque cardiaque à l'âge de quarante-huit ans.